# Camilla Neumann
Camilla Neumann (* 23. Oktober 1994 in Graz) ist eine ehemalige österreichische Basketballspielerin.

## Laufbahn
Neumann begann im Alter von zehn Jahren mit dem Basketballsport. Ihren Bundesliga-Einstand gab sie mit 16 Jahren in Graz und wechselte ein Jahr darauf an eine Schule in den US-Bundesstaat Kansas. Im Anschluss an ihre Rückkehr nach Österreich spielte Neumann wieder in Graz.
Von 2016 bis 2017 verstärkte sie in den Niederlanden, wo sie des Studiums wegen weilte, Amazone Utrecht. Ab November 2017 war die 1,81 Meter große Neumann wieder Spielerin in Graz und wurde 2019 mit UBI Graz erstmals Staatsmeister. Sie war in Graz Kapitänin. In den Spieljahren 2019/20 und 2021/22 erreichte sie in der österreichischen Liga jeweils einen Mittelwert von 19,6 Punkten je Begegnung und ebenfalls einen zweistelligen Mittelwert beim Rebound. 2024 beendete die als „steirische Basketball-Pionierin“ und „Galionsfigur des heimischen Frauen-Basketballs“ bezeichnete Neumann ihre Laufbahn im leistungsbezogenen Basketballsport. Bereits neben der Sportlaufbahn hatte sie eine wissenschaftliche Tätigkeit in den Arbeitsbereichen Klima, Gesellschaft und Politik an einer Forschungseinrichtung in Graz aufgenommen.
Neumann war österreichische Nationalspielerin in der herkömmlichen Basketballspielart und im 3-gegen-3.